# Stazione di Toegyewon
La stazione di Toegyewon (퇴계원역 - 退溪院驛, Toegyewon-yeok) è una stazione ferroviaria situata a Namyangju, città del Gyeonggi, a est rispetto a Seul, in Corea del Sud, ed è servita dalla linea Gyeongchun del servizio ferroviario metropolitano di Seul, e da alcuni treni ITX - Chuncheon della Korail.

## Linee e servizi
Korail
■ Linea Gyeongchun (Codice: P125)
■ ITX - Chuncheon (servizio ferroviario intercity)

## Struttura
La stazione dispone di due binari passanti su viadotto con due marciapiedi laterali. Il fabbricato viaggiatori con il mezzanino si trova sotto i binari, e possiede varchi di accesso, servizi igienici, scale mobili, ascensori e altri servizi.
| 1-2 | ■ Linea Gyeongchun ■ ITX - Chuncheon | per Pyeongnae-Hopyeong, Gapyeong, Namchuncheon e Chuncheon |
| 3-4 | ■ Linea Gyeongchun ■ ITX - Chuncheon | per Byeollae, Sangbong, Cheongnyangni e Gwangundae         |

## Stazioni adiacenti
| «                | Servizio         | »                |
| Linea Gyeongchun | Linea Gyeongchun | Linea Gyeongchun |
| ---------------- | ---------------- | ---------------- |
| Byeollae         | Locale           | Sareung          |
| ITX - Chuncheon  |                  |                  |
| Sangbong         | Espresso         | Sareung          |